# Karol Jurkovič
Karol Jurkovič (24. listopadu 1920 Svätý Jur – 9. června 2003) byl slovenský fotbalový útočník a reprezentant. Je pohřben ve Svätém Juru.

## Hráčská kariéra
Za války nastupoval ve slovenské lize za ŠK Bratislava (nynější Slovan), s nímž v sezoně 1941/42 získal mistrovský titul. Předtím hrál za TŠS Trnava, v jehož dresu byl autorem tří hattricků v sezoně 1940/41.

### Reprezentace
Jednou reprezentoval Slovensko, aniž by skóroval. Toto utkání se hrálo 28. září 1941 v Záhřebu, kde hosté prohráli s domácím Chorvatskem 2:5 (poločas 0:3).

## Prvoligová bilance
| Ročník                        | Zápasy | Góly | Klub          |
| ----------------------------- | ------ | ---- | ------------- |
| Mistrovství Slovenska 1940/41 | –      | 22   | TŠS Trnava    |
| Mistrovství Slovenska 1941/42 | –      | –    | ŠK Bratislava |
| CELKEM I. LIGA                | –      | –    |               |